# Draßnitzdorf
Draßnitzdorf ist eine Ortschaft und eine Katastralgemeinde der Gemeinde Dellach im Drautal im Bezirk Spittal an der Drau in Kärnten.

## Siedlungsentwicklung
Zum Jahreswechsel 1979/1980 befanden sich in der Katastralgemeinde Draßnitzdorf insgesamt 126 Bauflächen mit 26.374 m² und 76 Gärten auf 72.922 m², 1989/1990 gab es 93 Bauflächen. 1999/2000 war die Zahl der Bauflächen auf 334 angewachsen und 2009/2010 bestanden 197 Gebäude auf 328 Bauflächen.

## Bodennutzung
Die Katastralgemeinde ist forstwirtschaftlich geprägt. 152 Hektar wurden zum Jahreswechsel 1979/1980 landwirtschaftlich genutzt und 621 Hektar waren forstwirtschaftlich geführte Waldflächen. 1999/2000 wurde auf 133 Hektar Landwirtschaft betrieben und 634 Hektar waren als forstwirtschaftlich genutzte Flächen ausgewiesen. Ende 2018 waren 108 Hektar als landwirtschaftliche Flächen genutzt und Forstwirtschaft wurde auf 663 Hektar betrieben. Die durchschnittliche Bodenklimazahl von Draßnitzdorf beträgt 26,2 (Stand 2010).